# Затравкин, Сергей Наркизович
Сергей Наркизович Затравкин (род. 1 ноября 1968, Москва) — российский историк медицины, доктор медицинских наук (1999), профессор (2005). Лауреат премии Президента РФ в области образования (2002).

## Биография
Окончил в 1993 году факультет подготовки научных и научно-педагогических кадров Первого Московского государственного медицинского университета имени И. М. Сеченова.
В 1993—2006 годах работал в Научно-практическом объединении «Медицинская энциклопедия» Российской академии медицинских наук: научный сотрудник (1993—1994), заведующий лабораторией историко-медицинских исследований (1994—2001), главный научный сотрудник и заведующий отделом истории медицины (2001—2006). В 2006—2013 годы возглавлял Отдел истории медицины в Научно-исследовательском институте истории медицины Российской академии медицинских наук. С 2013 года после его объединения с Национальным НИИ общественного здоровья имени Н. А. Семашко возглавляет единственный в России специализированный центр научных историко-медицинских исследований — Отдел истории медицины и здравоохранения.
Одновременно в 1998—2011 годах по совместительству работал на кафедре истории медицины и культурологии Первого Московского государственного медицинского университета имени И. М. Сеченова: преподаватель (1998—1999), доцент (1999—2002), профессор (2002—2011).
В 2018—2022 годы — главный научный сотрудник Института гуманитарных историко-теоретических исследований имени А. В. Полетаева (ИГИТИ) НИУ «Высшая школа экономики».
Заместитель главного редактора журнала «Проблемы социальной гигиены, организации здравоохранения и истории медицины», член редколлегий журналов «Ремедиум», «Бюллетень Национального научно-исследовательского института общественного здоровья имени Н. А. Семашко».

## Научная деятельность
Изучение истории российской медицины началось с реконструкции становления медицинского образования в Российской империи XVIII—XIX веков. На основе архивов Медицинской коллегии, Министерства народного просвещения и Московского университета были раскрыты цели и содержание ключевых реформ высшего медицинского образования в этот период, сформулированы представления о моделях подготовки врача, типах организации учебного процесса, выявлены и детально изучены идеологические основы и организационные формы клинической подготовки. Результаты этих исследований нашли отражение в 5 монографиях и легли в основу научно-практической работы «История высшего медицинского образования как источник идей для совершенствования системы подготовки современного врача» (совместно с академиками РАН М. А. Пальцевым и А. М. Сточиком), удостоенной в 2002 году Премии Президента РФ в области образования.
В 2001 году исследования С. Н. Затравкина в области истории медицинских дисциплин (патология, патологическая физиология, патологическая анатомия) были удостоены Премии Российской академии медицинских наук имени Д. С. Саркисова за лучшую научную работу в области патоморфологии.
В 2010-х годах совместно с академиками РАН В. С. Стёпиным и А. М. Сточиком разработал концепцию научных революций в медицине, которая представлена в монографии "История и философия науки: научные революции в медицине XVII—XXI веков. Применив к анализу истории медицины философско-методологическую концепцию структуры и динамики научного познания, разработанную академиком В. С. Стёпиным, обосновал, что в течение XVII—XXI веков в современной западной медицине произошло пять дисциплинарных научных революций, каждая из которых приводила к радикальному пересмотру представлений о фундаментальных основах жизнедеятельности, причинах и сущности болезней; подходов к диагностике, лечению и профилактике заболеваний человека. Раскрыл причины и механизмы каждой научной революции, установил их характер, осуществил историческую реконструкцию сложившихся в ходе этих научных революций картин исследуемой реальности, идеалов и норм исследовательской деятельности врачей; философских оснований медицинской науки.
Результаты этих исследований нашли отражение также шеститомном руководстве «Всемирная история», подготовленном Российской академией наук и Институтом всеобщей истории) и в 3 учебно-методических пособиях: «Формирование естественнонаучных основ медицины в процессе научных революций 17-19 веков», «Реформирование практической медицины в процессе научных революций 17-19 веков», «Возникновение профилактической медицины в процессе научных революций 17-19 веков», разрешенных Министерством высшего образования и науки для использования в преподавании студентам медицинских вузов России.
С 2017 года началось сотрудничество с Институтом гуманитарных историко-теоретических исследований в НИУ «Высшая школа экономики» и совместные исследования с профессором истории Е. А. Вишленковой. В 2019—2021 годах Затравкин и Вишленкова стали участниками международного проекта по истории медицинской географии в Российской империи. В опубликованной в 2021 году книге «История медицины и медицинской географии Российской империи» раскрыт процесс изучения империи с точки зрения влияния её территории на здоровье жителей. На основе многочисленных медико-топографических описаний, статистических данных о заболеваемости и смертности; архивов медицинских советов при министерствах внутренних дел, просвещения, полиции, военно-сухопутных и военно-морских дел показано формирование российской специфики врачебной профессии, связанной с глубокой вовлеченностью медиков в государственное управление и их знаниями географическо-климатических и санитарных условий проживания пациентов.
Совместно с профессором Е. А. Вишленковой изучал историю охраны здоровья и здравоохранения в СССР. В ходе этих исследований были раскрыты технологии превращения многообразия исторической реальности в советские «символы веры» и проведена их деконструкция; представлены доказательства того, что понятие «советское здравоохранение» является зонтичным и камуфлирует несколько сменявших друг друга или существовавших параллельно различных государственных систем оказания медицинской помощи («красная медицина» 1920-х годов; «классовая медицина» 1930-х годов; «общегражданское здравоохранение» и «кремлевская медицина» 1940-х — 1980-х годов); систематизирован значительный фактический материал о состоянии здоровья населения СССР, который был впервые использован для оценки государственной политики в области охраны здоровья. Результаты этих исследований опубликованы в книге «„Клубы“ и „гетто“ советского здравоохранения» (соавтор — Е. А. Вишленкова).
С. Н. Затравкин автор двух патентов на полезные модели.
С 2020-х годов приступил к изучению истории лекарственного обеспечения в СССР и современной России. В опубликованных статьях представлена событийная история формирования российского фармрынка.

## Публикации
Результаты научных исследований С. Н. Затравкина нашли отражение в более чем 250 публикациях среди которых 18 монографий и учебных пособий, в том числе в ведущих российских и зарубежных научных журналах — «Вопросы философии», «Терапевтический архив», «Questia Rossica», «Europian Education», «Российская история» и др. Неоднократно докладывались на международных конференциях и съездах.
Наиболее важные книги:
- Сточик А. М., Затравкин С. Н. Медицинский факультет Московского университета в XVIII веке[14]. — М.: Медицина, 1996 (2-е издание — 2000 г).
- Сточик А. М., Пальцев М. А., Затравкин С. Н. Медицинский факультет Московского университета в реформах просвещения первой трети XIX века[15]. — М.: Медицина, 1998 (2-е издание — 2001 г.)
- Сточик А. М., Пальцев М. А., Затравкин С. Н. Московский университет в реформе высшего медицинского образования 40-60-х годов XIX века[16]. — М.: Шико, 2004
- Деятели медицинской науки и здравоохранения — сотрудники и питомцы Московской медицинской академии им. И. М. Сеченова. Биографический словарь. 1758—2008 гг.[17] / Под редакцией М. А. Пальцева, А. М. Сточика, С. Н. Затравкина. — М.: Шико, 2008
- Сточик А. М., Пальцев М. А., Затравкин С. Н. Патологическая анатомия и её становление в Московском университете[18]. — М.: Шико, 2009 (1-е издание — 1999 г.).
- Сточик А. М., Затравкин С. Н. Реформирование практической медицины в процессе научных революций 17-19 веков[10]. — М.: Шико, 2012.
- Сточик А. М., Затравкин С. Н., Сточик А. А. Возникновение профилактической медицины в процессе научных революций 17-19 веков[11]. — М.: Шико, 2013.
- Стёпин В. С., Сточик А. М., Затравкин С. Н. История и философия медицины: научные революции в медицине XVII—XXI вв[19]. — М.: Академический проект, 2020.
- История медицины и медицинской географии в Российской империи[20] / Под редакцией Е. А. Вишленковой и А. Реннера. — М.: Шико, 2021.
- Затравкин С. Н., Вишленкова Е. А. «Клубы» и «гетто» советского здравоохранения[21]. — М.: Шико, 2022.

## Награды и премии
- Премия Президента Российской Федерации в области образования (за 2002 год) — за создание научно-практической работы для системы высшего медицинского образования «История высшего медицинского образования как источник идей для совершенствования системы подготовки современного врача»
- Премия Российской академии медицинских наук имени Д. С. Саркисова за лучшую научную работу в области патоморфологии за 2001 год[6]
- Почётное звание «Ветеран труда» (2016)
- Почетная грамота Министерства науки и высшего образования РФ за значительные заслуги в сфере науки и многолетний добросовестный труд (2021)